# Swantopolk (um 1175)
Swantopolk war ein pommerscher Adliger aus der Linie der Ratiboriden, einer Nebenlinie des in Pommern herrschenden Greifenhauses.  
Die einzige Erwähnung Swantopolks stammt aus einer Urkunde des Jahres 1175, mit der der pommersche Herzog Kasimir I. dem Kloster Grobe ein Dorf schenkte und mehrere Dörfer mit dem Kloster tauschte. Dort ist am Schluss der Zeugenreihe „Szpenthepolc filius ducis Ratheberni“ (Swantopolk Sohn Herzog Ratibors) genannt. Mit Ratibor ist Herzog Ratibor I. († 1156) gemeint. 
Nach der Auffassung des Historikers Johann Ludwig Quandt soll Swinislawa, die Gemahlin Herzog Mestwins I. von Pommerellen, eine Tochter Swantopolks gewesen sein. Dies folgert er daraus, dass von ihren vier Söhnen drei Namen getragen haben, die auch bei den Ratiboriden vorkommen. Nach Einschätzung des Historikers Martin Wehrmann ist dies jedoch nicht anzunehmen, da diese Namen damals häufig vorkamen. 